# Vogelfreistätte Jastorfer See
Die Vogelfreistätte Jastorfer See ist ein Naturschutzgebiet in der niedersächsischen Stadt Bad Bevensen und der Gemeinde Emmendorf in der Samtgemeinde Bevensen-Ebstorf im Landkreis Uelzen.
Das Naturschutzgebiet mit dem Kennzeichen NSG LÜ 036 ist 16,5 Hektar groß. Es ist vollständig vom Landschaftsschutzgebiet „Ilmenautal“ umgeben. Das Gebiet steht seit dem 16. November 1977 unter Naturschutz. Zuständige untere Naturschutzbehörde ist der Landkreis Uelzen.
Das Naturschutzgebiet liegt südlich von Bad Bevensen zwischen Jastorf und Heidbrack. Das Gebiet stellt den westlichen Teil des Jastorfer Sees, einem Baggersee, der im Zuge des Baus des Elbe-Seitenkanals in dessen unmittelbarer Nähe entstanden ist, mit seinem überwiegend mit Gehölzen bestandenen Uferbereich sowie einen Erlenbruchwald unter Schutz. Im unter Naturschutz stehenden Teil des Sees wurde Tiefwasserbereiche und Flachwasserzonen geschaffen.
Der See ist u. a. Lebensraum für Wasservögel und Amphibien. So kommen verschiedene Entenarten, Hauben- und Zwergtaucher, Rohrweihe, Rohrdommel und Eisvogel vor. Im Naturschutzgebiet befindet sich u. a. eine Kormorankolonie. Im Norden des Sees befindet sich außerhalb des Naturschutzgebietes eine Aussichtsplattform, von der aus der größte Teil des Sees überblickt werden kann.
Seit 1984 wird der gesamte See und damit auch das Naturschutzgebiet von der Kreisgruppe Uelzen des Naturschutzbundes Deutschland betreut.